# カミール・パーリア

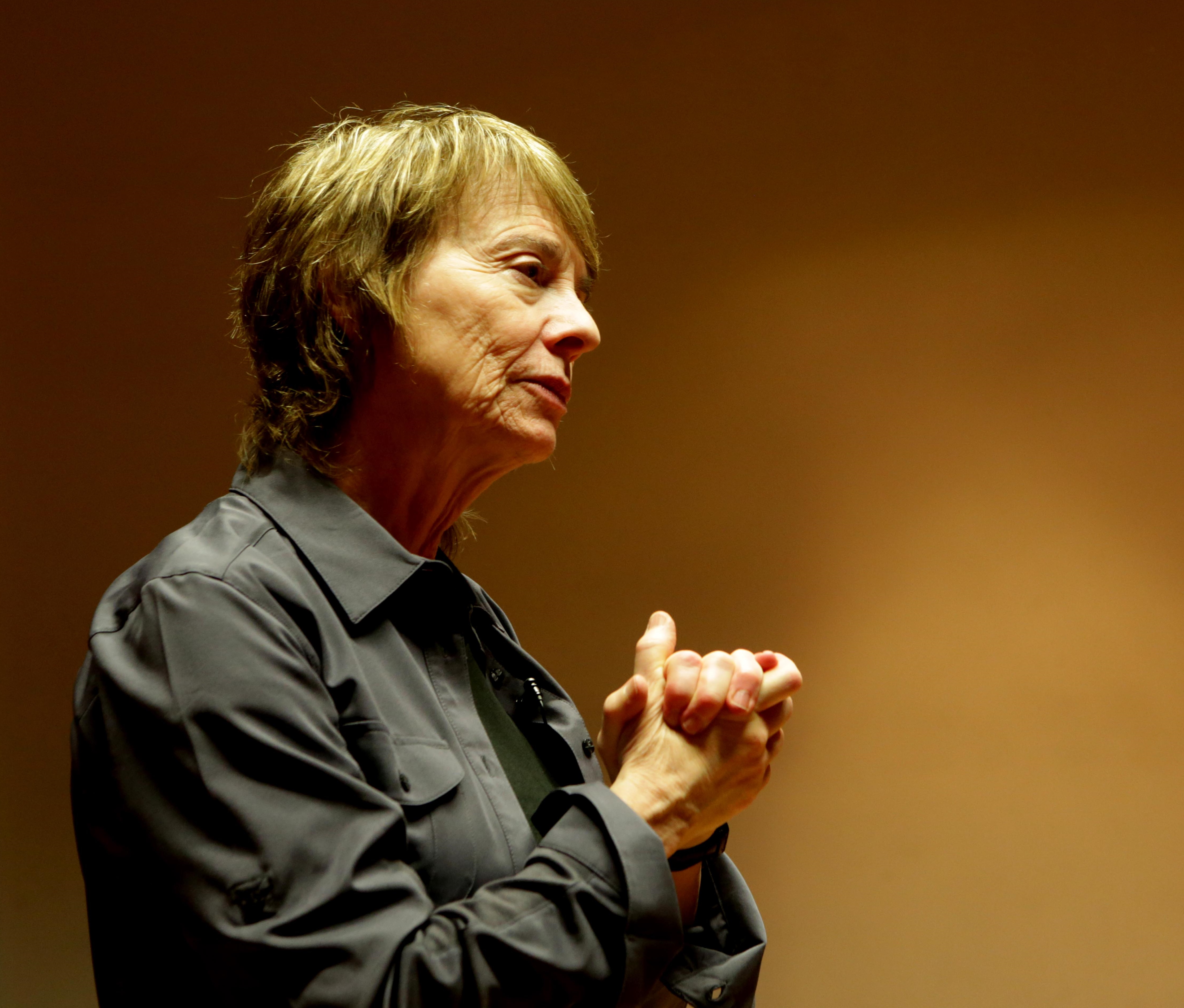
カミール・パーリア（2015年）

カミール・パーリア（Camille Paglia, 1947年4月2日 - ）は、アメリカ合衆国の社会学者、社会批評家（social critic）、フェミニスト（feminist）。
1984年よりフィラデルフィア芸術大学教授。現代アメリカのフェミニズムやポスト構造主義の批評家であり、視覚芸術、音楽、映画史を含めたアメリカ文化の解説者でもある。「アンチフェミニズムのフェミニスト」と揶揄的に用いられることがある。

## 主な著書
（原著の出版年順）
- 1998年8月 鈴木晶、浜名恵美、入江良平、富山英俊訳『性のペルソナ　古代エジプトから19世紀末までの芸術とデカダンス』上、河出書房新社、ISBN 4309230520
- 1998年8月 鈴木晶、栂正行、葉月陽子、富山英俊、保坂嘉恵美訳『性のペルソナ　古代エジプトから19世紀末までの芸術とデカダンス』下、河出書房新社、ISBN 4309230539
  - 原著: Sexual Personae: Art and Decadence from Nefertiti to Emily Dickinson, Yale University Press, Feb 1990, ISBN 0300043961 / Vintage, Reprint edition, 20 Aug 1991, ISBN 0679735798
- 1995年9月 野中邦子訳『セックス、アート、アメリカンカルチャー』河出書房新社、ISBN 4309230350
  - 原著: Sex, Art and American Culture: Essays, Vintage, 1st edition, 8 Sep 1992, ISBN 0679741011
- 1995年10月 落石八月月他訳『マドンナ／メガスター Photographs 1988-1993』PARCO出版、ISBN 4891944072
  - 邦訳の著者名表示: カミーユ・パリァ
  - 原著: Madonna Megastar: Photographs, 1988-1993, Schirmer/Mosel Verlag GmbH, 1994, ISBN 388814194X
- 1994年 Vamps and Tramps: New Essays, Vintage, 1st edition, 11 Oct 1994, ISBN 0679751203
- 1996年 Madonna Megastar - Visuelle Bibliothek, Schirmer/Mosel Verlag GmbH, 1996, ISBN 3888144981
- 1998年 The Birds, British Film Institute, Aug 1998, ISBN 0851706517

## 出演作品
- 『ウォーターメロン・ウーマン』The Watermelon Woman - 1996年に製作されたアメリカ映画。